# Charles Megnin
Charles Megnin, né le 1er avril 1915 et mort le 2 novembre 2003, est un athlète britannique spécialiste de la marche athlétique. Licencié aux Highgate Harriers, il remporte la médaille de bronze en 1946 aux championnats d'Europe.

## Biographie
Pendant la seconde Guerre mondiale, et malgré les raids allemands sur le Royaume-Uni, il continue à pratiquer la marche athlétique au sein de son club. Ceci lui permet, au sortir de la guerre, de remporter une médaille de bronze aux championnats d'Europe à Oslo, à l'âge de 31 ans.
Il remporte le 10 septembre 1949 le 24e Londres-Brighton, en 8 h 34 min 31 s.

### Palmarès
| Date | Compétition           | Lieu | Résultat | Épreuve | Performance     |
| ---- | --------------------- | ---- | -------- | ------- | --------------- |
| 1946 | Championnats d'Europe | Oslo | 3e       | 50 km   | 4 h 57 min 04 s |